# -zele
-zele (auch 'Kele' oder 'Cele') ist ein Wortteil in medizinischen Fachbegriffen, welcher nur ungenau definiert ist und die Bedeutungen Geschwulst, Bruch (Hernie), Vorfall (Prolaps) oder Zyste haben kann. Es wird am Wortende verwendet.

## Vorkommen in Begriffen
- Enterozele, der Darmbruch: Vorfall von Darmanteilen in einen Bruchsack
- Omphalozele, auch Nabelschnurbruch: Defekt der Bauchwand, angeborene Vorverlagerung (Eventration) von Organen in einen Bruchsack
- Enzephalozele, die Hirnausstülpung: Prolaps von Gehirnteilen aus dem Schädel als Entwicklungsfehlbildung
- Hydrozele, der Wasserbruch: vermehrte Flüssigkeitsansammlung in der serösen Hodenhaut, der Tunica vaginalis testis.
- Lymphozele: eine mit Lymphe gefüllte Aussackung eines Lymphgefäßes bei Abflussstörung
- Meningozele: s. a. Spina bifida: Offener Rücken, Prolaps von Rückenmarkshäuten aus der Wirbelsäule als Entwicklungsfehlbildung
- Mukozele
- Spermatozele, der Samenbruch: es handelt sich hier um eine Retentionszyste mit spermienhaltiger Flüssigkeit, meist im Bereich des Nebenhodens
- Tracheozele: siehe Trachealdivertikel
- Ureterozele: eine Aussackung des Harnleiters beim Eintritt in die Harnblase
- Urethrozele: eine Aussackung der Harnröhre in die Vagina
- Varikozele, der Krampfaderbruch: eine Erweiterung des Plexus pampiniformis des Hodens
- Zystozele, der Blasenbruch: Vorfall eines Teils der Harnblase in die Vagina oder in einen Bruchsack (z. B. bei Leistenhernie)